# Pico de Alba
Pico de Alba – szczyt w Pirenejach. Leży w Hiszpanii, w prowincji Huesca, w regionie Aragonia, blisko granicy z Francją. Należy do podgrupy "Benasque" w Pirenejach Centralnych. Stanowi północno-zachodnie zwieńczenie Masywu Maladeta i przez swą ekspozycję jest wyzwaniem dla wspinaczy. Na szczyt prowadzi tylko jedna łatwa trasa, natomiast pozostałe wymagają dużych umiejętności wspinaczkowych.
Pierwszego wejścia dokonali H.Russell i B.Courrége 31 sierpnia 1882 r.